# Menoua (departement)
Menoua is een departement in Kameroen, gelegen in de regio Ouest. De hoofdstad van het departement heet Dschang. De totale oppervlakte bedraagt 1 380 km². Er wonen 372 244 mensen in Menoua.

## Districten
Menoua is onderverdeeld in zeven districten:
- Dschang (stad)
- Dschang (platteland)
- Fokoué
- Fongo-Tongo
- Nkong-Zem
- Penka-Michel
- Santchou